# Idioteuthis
Idioteuthis is een geslacht van inktvissen uit de familie van de Mastigoteuthidae.

## Soorten
- Idioteuthis cordiformis (Chun, 1908)

### Taxon inquirendum
- Idioteuthis latipinna Sasaki, 1916

### Synoniemen
- Idioteuthis (Magnoteuthis) Salcedo-Vargas & Okutani, 1994 => Magnoteuthis Salcedo-Vargas & Okutani, 1994
- Idioteuthis (Magnoteuthis) magna (Joubin, 1913) => Magnoteuthis magna (Joubin, 1913)
- Idioteuthis danae (Joubin, 1933) => Echinoteuthis danae Joubin, 1933
- Idioteuthis hjorti (Chun, 1913) => Mastigopsis hjorti (Chun, 1913)
- Idioteuthis magna (Joubin, 1913) => Magnoteuthis magna (Joubin, 1913)